# Шляхетські герби
Зміст: Top — А Б В Г Д Є З І К Л Н О П Р С Т Х Ц Ш Ю Я